# Eustenancistrocerus jucundus
Eustenancistrocerus jucundus är en stekelart. Eustenancistrocerus jucundus ingår i släktet Eustenancistrocerus och familjen Eumenidae. Utöver nominatformen finns också underarten E. j. afghanus.